# 獺祭 (企業)
株式会社獺祭（だっさい、英: DASSAI Inc.）は、山口県岩国市にある酒造メーカーである。
2025年5月までの商号は旭酒造株式会社（あさひしゅぞう、英: Asahi Shuzo Co., Ltd.）であるが、全国にいくつか存在する同名の酒造会社とは無関係である。

## 概要

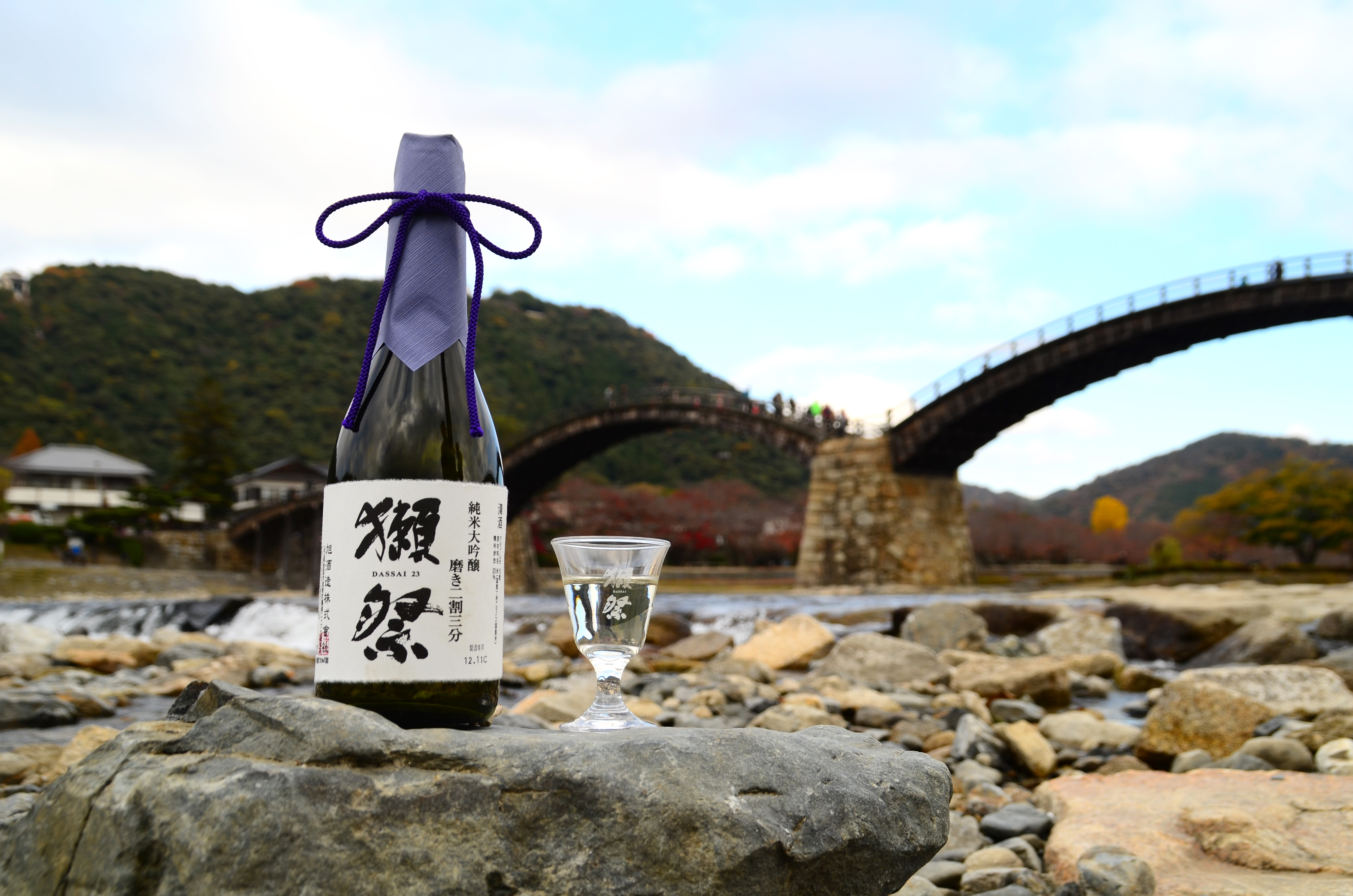
獺祭

獺祭の特徴は、醸造アルコールなどの副原料を用いず精米歩合が50%以下の日本酒（つまり純米大吟醸酒）のみを造るということにある。2020年時点では山田錦を酒米とする純米大吟醸酒の「獺祭」（だっさい）のみを製造しており、その名は醸造所が元は「玖珂郡周東町獺越（おそごえ）」にあったことと、正岡子規の俳号の一つ「獺祭屋主人」に由来し、正岡子規のような進取の精神で酒造りをしようとの意志が込められている。酒造メーカーとしては普通酒を作らないというリスクの高い経営方針を採っているが、これは1984年に34歳で家業を継いだ三代目の桜井博志が、元々酒処ではなかった山口県内の小規模な酒蔵であった家業を躍進させるために、「酔うため 売るための酒ではなく 味わう酒を求めて」とのポリシーの下で、それまで醸造していた普通酒「旭富士」の醸造を止めたことによるものである。
桜井の社長就任時は会社の業績は最悪であり、当時作っていた酒は品質にこだわった物ではなく魅力に欠けていたため桜井は一念発起し、まず品質の向上に取り組み純米大吟醸酒の製造に特化するという方針を打ち出した。「酒作りは杜氏という専門職が担う」という常識を覆し、杜氏や無駄を排除し社員による製造を始め、職人の勘や乱雑な攻撃に頼るのではなく社員が正確なデータに基づいて作り、品質管理することでより品質を追求できると考えた。その後大市場である東京に注目し積極的に売り込んだ。次第に人気が高まり世界20国に輸出する日本を代表する酒として各国の首脳に送られている。
2023年9月期の売上高は174億円で、2023年会計年度で比較すると1位の白鶴酒造の273億円 に次ぐ2位であり、3位は月桂冠の173億円 である。同年時点で旭酒造（当時）の売り上げの43％が輸出によるものである。

## 経歴
桜井博志が社長に就任してから、純米大吟醸酒づくりのための試行錯誤を重ねた。
6年後の1990年に精米歩合が50%と40%の「獺祭」の販売を開始、92年には精米歩合23％の「獺祭」の販売を開始した。この高級志向の経営戦略が奏功し、東京都で山口県出身者の口コミをきっかけに「獺祭」の風味の評判が広まったほか、海外展開にも成功し、2016年には売上高が年間100億円を超えて日本酒大手メーカーと並ぶ業界8位の売上高を達成し、2023年には174億円を売り上げるまでになった。
旭酒造の製法の特色として、日本酒醸造に欠かせない杜氏が居ないことが挙げられる。元々は多くの醸造所と同じく杜氏が醸造に携わっていたが、地ビール事業に失敗した際に杜氏が蔵から離れたのを契機として、2000年から杜氏無しでの酒造りに取り組み、杜氏がいた頃の経験と勘を徹底的に数値化しデータ化することで、杜氏なしでの酒造りを実現した。米の吸水量を頻繁な計量により管理し、日々発酵状態のデータを社員が分析しながら、醸造管理を行っている。また酒蔵に空調設備を完備し、温度・湿度を調整できるようにした結果、冬期に限らず一年を通して酒造り（四季醸造）が可能になり、生産能力が2倍以上になった。
他にも、酒米の王様と呼ばれる山田錦を最大168時間（7日）かけて精米し、日本最高水準の精米歩合23%の純米大吟醸を作ったり、もろみから圧搾せず遠心分離器にかけて無加圧状態で酒を分離した日本酒など、ほかでは見られない製法による酒を製造している（通常の圧搾による抽出の酒も造っている）。また、シャンパン以上に発泡性が高い発酵途上の濁り酒（発泡日本酒）や、燗酒に適した醸造を施した純米大吟醸（吟醸酒は本来は冷酒で飲まれるのが一般的）などの変わり種も製造している。
販売方法（流通）も他の日本酒とやや異なっており、酒問屋（酒販卸）を通さず、販売時の品質管理を適正に行うことが出来ると認定した正規取扱店約630店舗に直接卸す方法を採用している。しかし、人気に比して流通量が潤沢でなかったこともあり、正規取引店でない酒販店や百貨店、スーパーマーケットやECサイトが、希望小売価格の数倍の値段で販売している実態があり、そうした販売店に対して法的手段を執ることが困難である（販売店が希望小売価格と異なる価格設定を行うことは法的に問題ない）ことから、2017年12月10日付の読売新聞朝刊に「お願いです。高く買わないでください」と、適正価格での購入を訴え、正規取扱店全店の一覧を掲載した全面広告を出す事態となった。
2017年12月、アメリカ合衆国の料理学校、カリナリー・インスティテュート・オブ・アメリカと提携してニューヨーク州に酒蔵を建築する事を発表。現地生産の米を使用し、「獺祭」とは別ブランドの中間価格帯の日本酒の生産を目指すと発表された。
2018年（平成30年）7月7日、前日よりの豪雨（平成30年7月豪雨）の影響で、酒蔵の一部が浸水するなどの被害を受けた。停電の被害もあり、冷蔵設備も稼働出来ないことから、獺祭の製造を全て停止した。7月28日に製造を再開し、被災した直営店も仮店舗で営業再開した。また、醸造中に被災し本来の品質が確保できなくなった製品を「獺祭 島耕作」として販売したところ予定分を完売し、売り上げの一部は被害地の四県の義援金に充てられた。なお「獺祭 島耕作」の中身（品質が確保されていれば販売されていた商品）には、普及品の「純米大吟醸50」から最高級品の「磨き その先へ」まで数種類が入っており、どれに該当するかは明らかにされない。
2020年（令和2年）10月1日 - 新丸の内ビルディング7階に期間限定のコンセプトバー「獺祭バー」をオープン。同年12月26日 には 「獺祭甘酒」とモスバーガーのバニラシェイクがコラボレーションした「まぜるシェイク 獺祭-DASSAI-」を期間限定販売した。
2023年9月にアメリカ合衆国のニューヨーク州で新しい酒蔵「DASSAI BLUE SAKE BREWERY」の操業を開始し「DASSAI BLUE」の販売を開始した。ラインアップは「タイプ50」「タイプ35」「タイプ23」の3種類であり、価格は日本から輸出される獺祭に比べて若干下回る。当初の生産量は米国向け「獺祭」輸出量の4分の1にあたる500石（1石は180リットル）であり、10年後に7,000石まで増産する予定である。
2025年6月1日、株式会社獺祭（英: DASSAI Inc.）に商号変更した。
三菱重工業株式会社およびあいち産業科学技術総合センターの協力の元、人類初の宇宙での日本酒造りに挑戦。「きぼう」の活用については、国立研究開発法人宇宙航空研究開発機構JAXAの「きぼう」有償利用制度で2024年7月に承認され、現在は醸造装置の開発に取り組んでおり、2025年後半の打上げを目指している。

## テレビ番組
- 日経スペシャル カンブリア宮殿 倒産寸前"負け組"酒蔵が起こした奇跡！ ピンチに挑み続けた大逆転経営（2014年1月16日、テレビ東京）[22]

## 書籍

### 関連書籍
- 『逆境経営 山奥の地酒「獺祭」を世界に届ける逆転発想法』（著者:桜井博志）（2014年1月20日、ダイヤモンド社）ISBN 9784478026212
- 『獺祭 天翔ける日の本の酒』（著者:勝谷誠彦）（2014年9月1日、西日本出版社）ISBN 9784901908917
- 『獺祭 この国を動かした酒』（著者:勝谷誠彦）（2016年12月24日、扶桑社新書）ISBN 9784594076375
- 『勝ち続ける「仕組み」をつくる獺祭の口ぐせ』（著者:桜井博志）（2017年5月18日、KADOKAWA）ISBN 9784046018441
- 『漫画「獺祭」の挑戦 山奥から世界へ』（作画:弘兼憲史 ヒロカネプロダクション）（2020年7月22日、サンマーク出版）ISBN 9784763138415

### 注記
1. ↑  さらに正岡子規の俳号「獺祭屋主人」の由来の「獺祭魚」あるいは「獺祭」とは、カワウソ（獺）が捕らえた魚を岸に並べる様がまるでそれらを供物にして祭りをするようにみえることを指す。また転じて、詩文をつくる時多くの参考資料等を広げちらす様を指す。
2. ↑  「島耕作シリーズ」の作者である弘兼憲史は旭酒造と同じ山口県岩国市出身で、以前より旭酒造との交流が深く、島耕作の版権利用を許諾した[16]。